# Niebieski szlak w Lesie Łagiewnickim
 Niebieski szlak w Lesie Łagiewnickim – niebieski znakowany szlak turystyczny pieszy o długości  15 km przebiegający przez Las Łagiewnicki w Łodzi.

## Przebieg
- Łódź
  - ul. Wycieczkowa
  - ul. Rogowska
  - ul. Boruty
  - ul. Okólna
  - Kapliczki św. Rocha i św. Antoniego
  - Arturówek w Lesie Łagiewnickim
  - ul. Łucji